# サラブリー県

サラブリー県
จังหวัดสระบุรี

- この項目は英語版を元に作成されています。

サラブリー県（サラブリーけん、タイ語: จังหวัดสระบุรี）はタイ王国・中部の県（チャンワット）の一つである。ロッブリー県、ナコーンラーチャシーマー県、ナコーンナーヨック県、パトゥムターニー県、アユタヤ県と接する。

## 地理
サラブリー県はチャオプラヤー川東岸の地域に位置する。県東部は高めの台地であり、西部は海抜の低い平地に覆われている。

## その他
プラプッタバート郡にはワット・タムクラボークという仏教寺院がある。ここはモン族の難民キャンプとなっている。ルーイ県のバーンウィナイ郡にあった難民キャンプが閉鎖されたことで、ここへ移住してきたのである。

## 県章

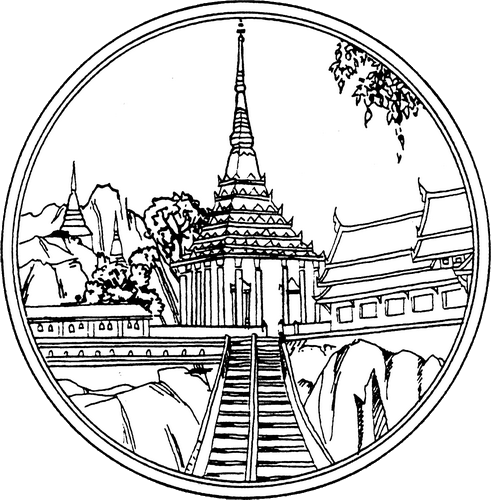
県章

|  | 県章は前述のワット・プラプッタバートが描かれている。17世紀ごろある狩人が水場を見つけたがその水場が仏足跡（ぶっそくせき、タイ語ではプッタバート）に見えたので、後に寺が建てられたときこの名前が付けられた。 県木はタベークナーの木（サルスベリ属、Lagerstroemia floribunda）、県花は Cochlospermum regium。 |

## 行政区
サラブリー県は13の郡（アンプー）に分かれ、その下に111の町（タンボン）と、965の村（ムーバーン）がある。
| 郡 1. ムアンサラブリー郡（ムアン） 2. ケンコーイ郡 3. ノーンケー郡 4. ウィハーンデーン郡 5. ノーンセーン郡 6. バーンモー郡 7. ドーンプット郡 8. ノーンドーン郡 9. プラプッタバート郡 10. サオハイ郡 11. ムワックレック郡 12. ワンムワン郡 13. チャルームプラキアット郡 | 地図 |